# Церква Івана Хрестителя (Моньо)
Це́рква Іва́на Хрести́теля (англ. Church of San Giovanni Battista, Mogno) — католицька церква на честь святого Івана Хрестителя, котру вибудував архітектор Маріо Ботта в містечку Моньо, Швейцарія, кантон Тічино.

## Передісторія
Село Моньо спромоглося вибудувати церкву ще 1626 року. Лавина 1986 року зруйнувала старовинну церкву, виникла потреба відновити храм.
Стару архітектуру вирішили не відновлювати, враховуючи сходи лавин у майбутньому. Проєкт замовили архітекторові Маріо Ботта з каменю та засобами захисту від лавин. Новий храм звели у 1994—1996 роках.

## Опис споруди
Новий кам'яний храм був створений на контрастах. Зовнішньо — це косо зрізаний циліндр, що був трохи сплюснутий і наближений до овалу. Такий дах створено з міркувань швидкого відведення зайвої дощової води і снігу. Окремої дзвіниці нема, її заміняє модернізована конструкція із дзвоном та сходинками позаду храму.
Таке рішення Маріо Бота вже використовував. Новими були повна відсутність вікон на фасадах і використання декору у вигляді темних і світлих смуг з місцевого каменю, що відсилало уяву до старовинної християнської архітектури доби середньовіччя, як в тому ж місті Сієна, Італія. Вікном слугує прозорий дах, що перетворений на єдине вікно споруди. Спрощеність зовнішнього вигляду храму скомпенсована ускладненістю декору інтер'єру. В ньому теж використано декорування у вигляді темних і світлих смуг з місцевого каменю, але воно ускладнено в облямуванні порталу і двох ніш. Темні перетини скляного даху кидають додаткові тіні на смугастий декор інтер'єра, тьмяні у негоду і яскраві при сонячному освітленні.
Смугастою створено і підлогу. Мінімалізм декору доповнюють нечисленні скульптури.

## Обрані фото (галерея)

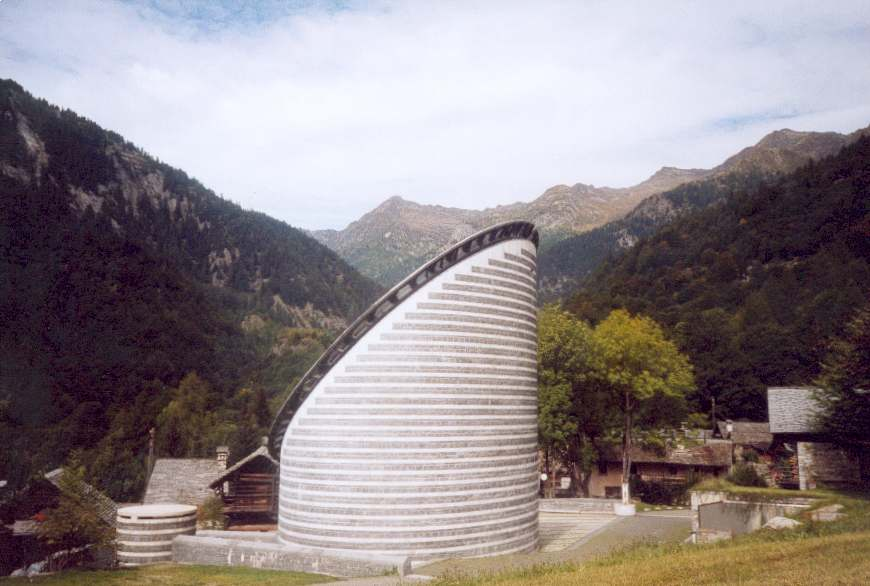
Маріо Ботта. Церква Івана Хрестителя (Моньо), загальний вигляд

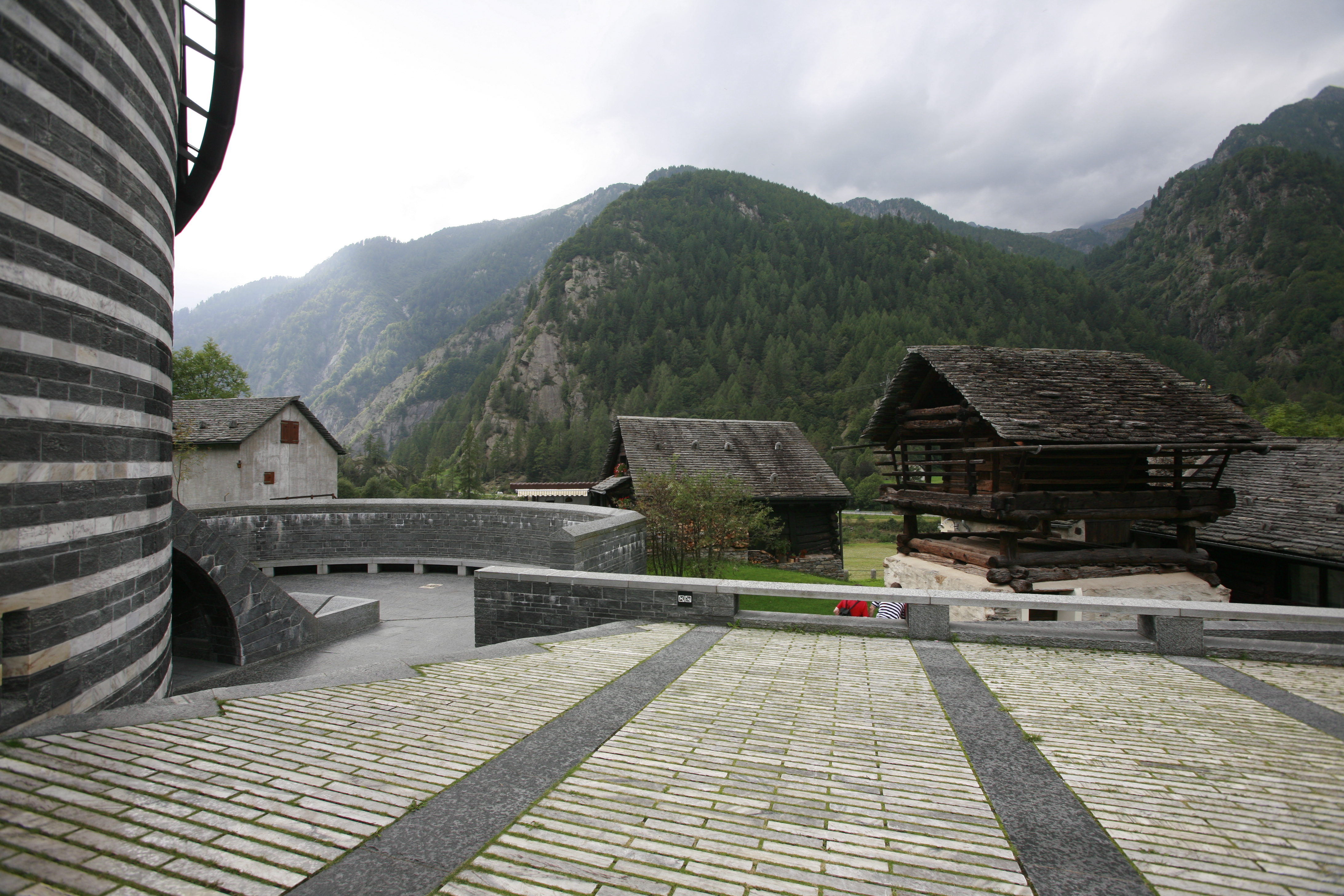
Церква за проектом Маріо Ботта та її старе оточення.
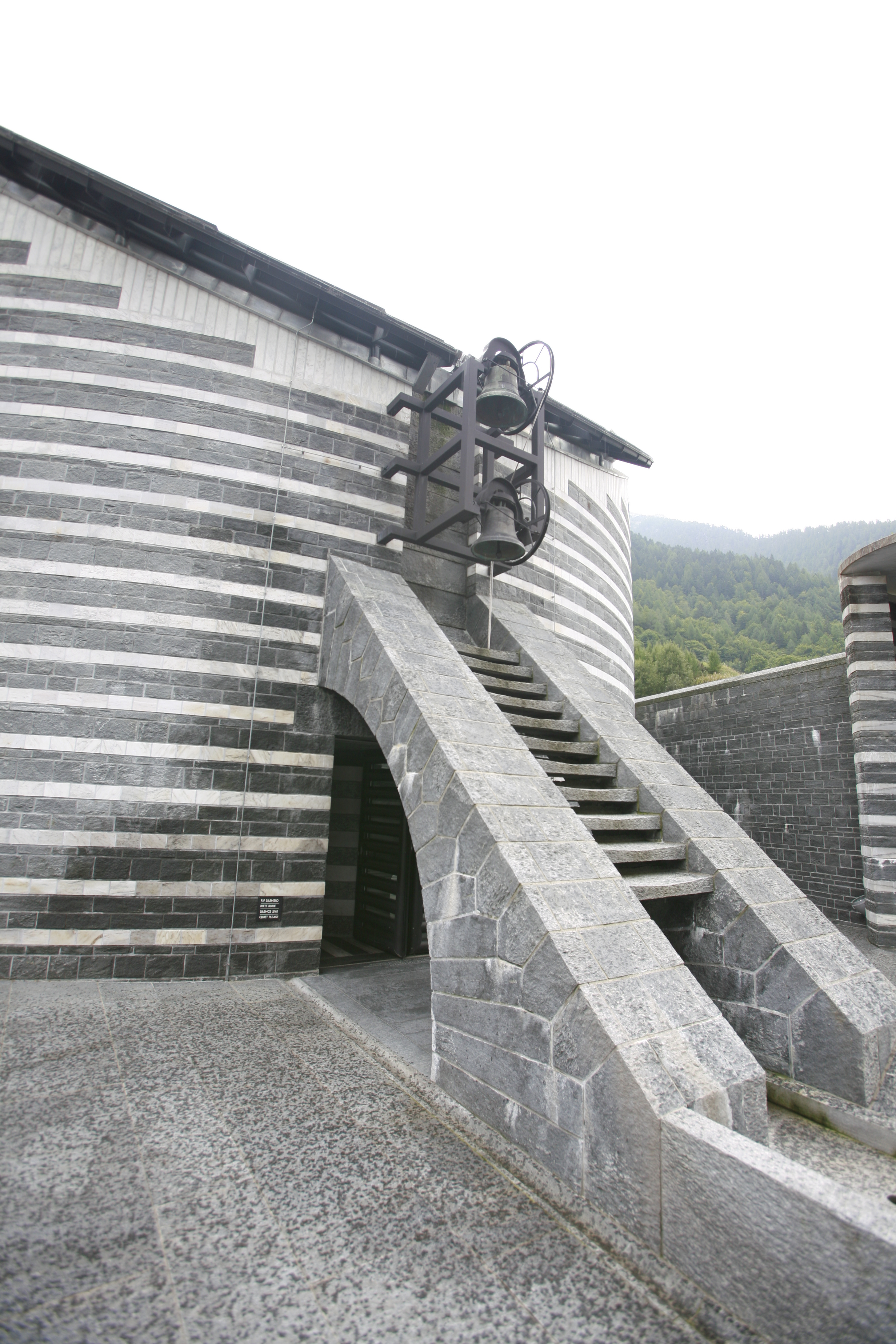
Маріо Ботта. Церква Івана Хрестителя, Моньо, зручна і незвична конструкція дзвіниці і сходи до дзвонів.